# Provinz Carabaya
Die Provinz Carabaya gehört zur Verwaltungsregion Puno und liegt im Süden von Peru. Sie besitzt eine Fläche von 12.266 km². Beim Zensus 2017 wurden in der Provinz 77.055 Einwohner gezählt. 1993 betrug die Einwohnerzahl 46.777, im Jahr 2007 73.946. Verwaltungssitz ist Macusani.

## Geographische Lage
Die Provinz Carabaya liegt im Norden der Region Puno, etwa 140 km nördlich des Titicaca-Sees. Die Längsausdehnung in NNO-SSW-Richtung beträgt 115 km, in WNW-OSO-Richtung 95 km. Die Cordillera Carabaya, ein Gebirgszug der peruanischen Ostkordillere, verläuft quer über den südlichen Teil der Provinz. Im Nordosten der Provinz erstreckt sich das den Bergen vorgelagerte Amazonastiefland. Die Flüsse Río San Gabán und Río Inambari entwässern einen Großteil der Provinz nach Norden. Der Nordosten der Provinz wird von den Flüssen Río Candamo und Río Tavara zum Río Tambopata hin entwässert.
Im Norden grenzt die Provinz Carabaya an die Region Madre de Dios, im Osten an die Provinz Sandia, im Süden an die Provinzen San Antonio de Putina, Azángaro und Melgar sowie im Westen an die Region Cusco.

## Verwaltungsgliederung
Die Provinz Carabaya besteht aus 10 Distrikten. Der Distrikt Macusani ist Sitz der Provinzverwaltung.
| Distrikt  | Verwaltungssitz |
| --------- | --------------- |
| Ajoyani   | Ajoyani         |
| Ayapata   | Ayapata         |
| Coasa     | Coasa           |
| Corani    | Corani          |
| Crucero   | Crucero         |
| Ituata    | Tambillo        |
| Macusani  | Macusani        |
| Ollachea  | Ollachea        |
| San Gabán | Lanlacuni Bajo  |
| Usicayos  | Usicayos        |